# Eurytoma pollux
Eurytoma pollux är en stekelart som beskrevs av Claridge 1959. Eurytoma pollux ingår i släktet Eurytoma och familjen kragglanssteklar.
Artens utbredningsområde är:
- Bulgarien.
- Tyskland.
- Sverige.

Arten är reproducerande i Sverige. Inga underarter finns listade i Catalogue of Life.